# Фізіологія старіння ссавців
Після досягнення статевої зрілості, організм ссавців, включаючи людину, проходить через ряд структурних змін, викликаних старінням. Більшість змін, здається, є результатом поступової деградації тканин тіла та генетичної програми, направленої на подолання цієї деградації, хоча були запропоновані й інші механізми виникнення старіння. Протягом століть люди намагалися знайти засіб зупинити цей процес, а починаючи з середини 20-го століття ці спроби отримали форму направлених біологічних та медичних досліджень. Хоча дослідження фізіології старіння, як представляється зараз, не дадуть можливості зрозуміти причини процесу старіння, дослідники сподіваються уповільнити цей процес за рахунок «лікування» певних ознак («симптомів»). Детально моделі пояснення процесу старіння та опис старіння інших організмів приведені в статті старіння.

## Загальні зміни

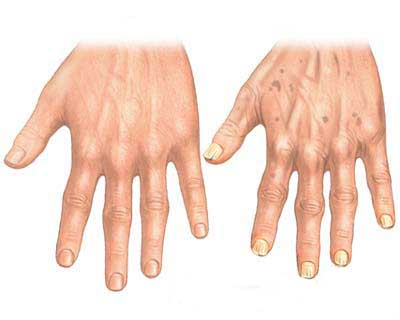
Старіння шкіри та нігтів руки людини, можна побачити збільшення та крихкість нігтів, жорсткішу шкіру, відкладення пігментів.

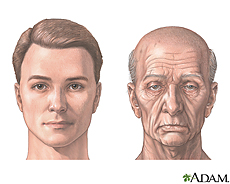
Старіння обличчя людини, можна побачити зменшення об'єму м'язів, жорсткішу шкіру, випадання волосся.

### Вага та склад тіла
Основна маса тіла, що складається з маси м'язів та всіх інших клітинних тканин, постійно зменшується після досягнення статевої зрілості, досягаючи в глибокій старості біля двох третин від максимального значення в молодості. Повна маса тіла, проте, зазвичай зростає з віком, тому що зростає кількість збереженого жира і води. Відносна кількість позаклітинної рідини зростає з віком протягом дорослого життя, хоча і зменшується протягом ембріонального і післяпологового розвитку. Незважаючи на зовнішній вигляд, всі тканини, навіть шкіра, більше набираються водою внаслідок старіння. Хоча звичайно м'язова маса також втрачається, швидкість цих втрат залежить від фізичної активності. Існують свідоцтва, що велика частина втрати маси м'язів з віком є результатом невживання і атрофії, а не втрати м'язових волокон.
Зменшення основної маси тіла супроводжується зменшенням рівня метаболічної активності. Основний обмін (метаболізм) найбільший протягом періоду найшвидшого зростання маси, після чого він швидко знижується до досягнення статевої зрілості, а потім зниження уповільнюється. У щурах протягом повільного зниження метаболічна активність знижується приблизно на 20 відсотків за трирічний період. Внутрішня температура тіла підтримується постійною, незважаючи на нижче виробництво тепла, що викликається зменшеним потоком крові через шкіру і зменшенням втрати тепла, в результаті дещо знижується температура шкіри. Кількість добровільної фізичної активності, наприклад біг у колесі, зазвичай зменшується з віком, але сильно залежить вік конкретної тварини.

### Зміни в структурних тканинах
Структурна цілісність хребетного організму перш за все залежить від двох типів білкових волокон — колагену і еластину. Колаген, який складає майже третину всіх білків тіла, знаходиться в шкірі, кістках і сухожиллях. Після синтезу клітинами-фібробластами, колаген знаходиться в розчинній формі (тропоколаген). Поступово цей розчинний колаген полімеризується, перетворюючись на стійку форму, яка може зберегтися в тканинах протягом більшої частини життя тварин. Швидкість синтезу колагену висока в молодості і знижується протягом життя, таким чином, що співвідношення концентрацій філаментарного і розчинного колагену зростає з віком. Філаментарний колаген з віком перетворюється на білкову мережу, що нагадує кристалічну лінзу ока. Із збільшенням віку, число перехресних зв'язків між молекулами колагену зростає, приводячи до створення кристалічної жорсткої структури, яка приводить до загального зростання жорсткості тканин тіла.
Ще однією зміною, що супроводжує старіння, є зменшення у відносній кількості глікозаміногліканів (або мукополісахаридів, що є комплексами білків та вуглеводів), в результаті чого відношення концентрацій гексоаміна і колагена використовується як показник старіння конкретної особини або людини. Важливий наслідок цих змін — зменшена проникність тканин до розчинних поживних речовин, гормонів, факторів росту та антитіл.
Швидкість старіння колагену залежить від повної метаболічної активності тварини: щури, яких тримали на низькокалорійній дієті мали молодший колаген, ніж решта щурів того ж віку.
Еластин — молекула, що відповідає за еластичність стін кровоносних судин. З віком відбувається втрата еластичності судин, перш за все через фрагментацію колагену.
Перехресні зв'язки між молекулами колагену хімічно подібні до перехресних зв'язків, які відбуваються в шкірах при дублінні. Завдяки цій подібності було запропоновано використовувати за уповільнення старості хімічні речовини, що запобігають процесам полімеризації. Проте, через їх високу токсичність, використання таких речовин на тваринах поки що неможливе.

### Оновлення клітин
Тканини тіла поділяються на дві групи, залежно від того, чи відбувається оновлення клітин тканини. У деяких тканинах клітини зовсім не оновлюються, наприклад у нервах і скелетних м'язах, в яких нові клітини не утворюються (як мінімум в ссавцях) після певної стадії росту організму. У інших тканинах, таких як кишковий епітелій і кров, з іншого боку, деякі типи клітин оновлюються кожні кілька днів, і замінюються сотні разів протягом життєвого діапазону навіть недовго живучих тварин. Між цими прикладами знаходиться багато органів, таких як печінка, шкіра, ендокринні органи, де клітини замінюють повільніше, з періодами від тижнів до років у людні.
Периферійні нерви — зручний об'єкт для дослідження, тому що повне число волокон в нервовому стовбурі може бути перераховане. Це було зроблене для потиличного і грудного спинного нервового коріння щура, кота і людини. У черевному і спинному спинному корінні людини число нервових волокон зменшується приблизно на 20 відсотка від 30-літнього до 90-літнього віку. У котів, щурів й мишей, проте, дані не вказують на зменшення числа спинних кореневих волокон з віком. У людині число нюхових нервових волокон зменшується віком, приблизно на 25 відсотків від народження до 90-літнього віку, приблизно як і число оптичних нервових волокон, що обслуговують бачення.
Значне зменшення клітин спостерігається з віком і в числі живих клітин в корі головного мозку людини. Кора мозочка щура і чоловіка також дуже чутлива до старіння. Інші частини мозку старіють не так значно.
Існує тенденція вищих і недавно розвинутих відділів нервової системи погіршуватися найшвидше із старінням, порівняно із старішими відділами, такими як мозковий стовбур і спинний мозок. Ще не відомо, який відсоток клітин втрачається через старіння мозку і який — через сторонні причини, наприклад, погіршення кругообігу крові. Живлення і обслуговування нервових клітин, нейронів, центральної нервової системи значною мірою залежить від глії, невеликих клітин, які оточують нейрони. Абсолютне число цих клітин не зменшується помітно з віком, але деякі з мікроскопічних змін, що спостерігаються в нервових клітинах старих людей, подібні до змін, що викликаються голодуванням або фізичним виснажуванням.
Також було показано, що після захворювання на деякі хвороби, наприклад, кір, вірус залишається в тілі хазяїна протягом решти життя і інколи викликає швидке погіршення функцій мозкової кори. Цей вірус, як і деякі інші, не настільки очевидні віруси, також можуть відповідати за індивідуальні відмінності в швидкості старіння людини.
Тканини, що оновлюються, зазвичай складаються з популяції проліферуючих клітин, які зберігають здатність до поділу, і популяції зрілих клітин, які походять з проліферуючих клітин і мають обмежений життєвий діапазон. Виробництво цих клітин повинне компенсувати їх втрату, у тому числі несподівані втрати, викликані пошкодженням або хворобою. Таким чином, кожна тканина має один або більше шляхів контролю виробництва згідно з потребами. Старіння таких тканин виражається декількома способами, зокрема зменшенням в числі проліферуючих клітин, зменшенням швидкості поділу клітин і зменшення в активності систем контролю. Зміни цих факторів в кровотворних тканинах миші невеликі, проте дуже чітко проявляються у випадку екстремальних умов.
Непошкоджена шкіра оновлює свої клітини кожні декілька тижнів, із здатністю тимчасово збільшувати швидкість виробництва клітин у відповідь на пошкодження. Швидкість заліковування ран поступово зменшується з віком, спочатку швидко, а потім дещо повільніше.
Однією з найбільш стабільних ознак старіння є зменшення в здатності фокусувати око як на близькі, так і на віддаленні об'єкти. Ця втрата у зоровій акомодації — результат ослаблення війкового м'яза ока та зменшення в гнучкості лінзи. Ще одним фактором, який надає свій внесок, є те, що лінза продовжує рости протягом всього життя, хоча і із зменшенням швидкості. Це зростання — результат безперервного поділу епітеліальних клітин біля уявного центра лінзи, створюючи нові клітини, які диференціюються у волокна лінзи. Після створення, ці волокна назавжди залишаються на тому ж самому місці.
Важлива складова частина механізму оновлення — стовбурові клітини. Ці клітини, які зазвичай продовжують повільно ділитися протягом всього життя, під умовами збільшеного попиту переходять в фазу швидкої проліферації. Кровотворна тканина містить популяцію стовбурових клітин, яка швидко відповідає на пошкодження в молодості, але її активність зменшується з віком. Збільшення випадків анемії в старості і уповільнення відповіді на втрату крові звичайно пояснюють виснажуванням стовбурових клітин кровотворних органів. У деяких інших органах популяції стовбурових клітин не були знайдені, наприклад, в слизовій оболонці кишечника, не зважаючи на високу швидкість клітинного поділу.

### Морфологія тканин
Значні зміни відбуваються з віком і у морфології тканин. Наприклад, звичайний невеликий ступень атрофії тканин. Найбільш помітно скорочення розміру тимусу, особливо зважаючи на його роль в імунному захисті. Поступове зменшення об'єму клітинної тканини і її заміна жировою або сполучною тканиною найзначніше в кістковому мозку і шкірі. У нирках, втрачаються цілі секреторні структури (нефрони). Секреторні клітини підшлункової залози, щитоподібної залози і деяких інших органів також зменшуються в числі.
Важлива зміна під час старіння — накопичення пігментів та інертних і, можливо, шкідливих матеріалів між клітинами. Пігмент ліпофусцин накопичується в межах клітин серцевого м'яза — звичайно він відсутній до 10 років після народження людини, але його кількість підвищується майже до 3 відсотків об'єму клітин у 90-літньому віці. Амілоїдна речовина, білково-вуглеводний комплекс, накопичується в тканинах у середньому віці, можливо це продукт автоімунних реакцій. У крайньому випадку амілоїдної хвороби, рідкісної автоіммунної хвороби, деякі органи фактично задавлюються амілоїдною речовиною. Невеликі кількості металів також накопичуються в різних тканинах з віком, і хоча ці кількості малі, деякі метали можуть викликати отруєння ферментативних систем, стимулювати мутації або викликати рак.

### Клітинні культури
Клітини багатьох тканин ссавців можуть бути вирощені in vitro (за межами тіла) під обережним лабораторним контролем. Кілька ліній ракових клітин вирощувалися в безперервній культурі протягом багатьох десятиліть. На ранніх етапах розвитку технології тканинної культури стверджувалося, що певні курячі клітини (фібробласти) підтримувалися в культурі протягом 20 років. Це привело до думки, що клітини, що постійно діляться, потенційно безсмертні, і зосередили інтерес щодо вивчення старіння на диференційованих (дорослих) клітинах. Цей погляд, проте, пізніше втратив свої позиції. Зараз встановлено, що популяція (клон) фібробластів має обмежену життєву історію в культурі. Вона має період здорового росту, протягом якого культура можу бути «розщеплена», декількох десятків разів (тобто клітини проходять через кілька десятків поділів). Після приблизно 50-го розщеплення культури, проте, входять у фазу швидкої деградації і вмирають. Іноді, хромосоми в клітинах піддаються мутаціям, які надають клітинам можливість необмеженого росту, створюючи підпопуляцію, яка продовжує рости і після 50-го розщеплення. Це набагато частіше трапляється в мишачих клітинах, ніж в людських. Такі мутації зазвичай залучають хромосомні перестановки або зміни в числі хромосом.
Зараз відомо, що клітини ссавців, що діляться, з нормальним хромосомним набором мають обмежений потенціал росту, і що здібність до необмеженого росту, яку проявляють ракові і перетворені клітини, — результат втрати фактора, що обмежує ріст. На молекулярному рівні, під час реплікації ДНК, полімераза нездатна копіювати кінці хромосом. Щоб запобігти цього обмеження, на кінцях хромосом знаходяться кілька півторів РНК — теломер, які, проте, скорочуються у соматичних клітинах під час кожного поділу. Після повного зникнення теломер у клітині запускається програма апоптоза, запрограмованої смерті. Стовбурові та зародкові клітини мають фермент теломеразу, який постійно поповнює теломери, і саме мутації, які активізують теломеразу, або мутації, які запобігають програмі апоптозу, і приводять до створення «безсмертних» клітин.
Обмежений потенціал поділу старіючих клітин, можливо, пов'язаний із зменшенням швидкості обміну фібробластів та уповільнення заживання ран з віком.

### Зношування структур, що не відновлюються
Ще одним з аспектів старіння ссавців з зношування деяких органів, які не можуть бути заміненими. Однією з таких систем є жуйний апарат, зокрема щелепи і зуби. Адаптація до швидкості зношування зубів дуже важлива для тварин, особливо травоїдних. Приклади такої адаптації включають вищі корони (гіпзодонтія) зубів, більшу площу поверхні і довший період росту зубів. Зношування зубів може обмежувати життя тварин, як це інколи трапляється із слонами, але в більшості випадків це неважлива для виживання характеристика. Це також вірно і для інших зовнішніх органів, що зношуються, таких як, наприклад, роги або кришталик ока. Проте, зношування внутрішніх органів, таких як хрящі суглобів, частіше приводить до зменшення здібностей тварини до виживання.

## Зміни окремих систем організму

### Імунна система
Важливою системою тіла, що у значній мірі страждає під час старіння, є імунна система, частина, якої, тимус-залежна підсистема, спеціалізується на захисті проти мікробів, що потрапляють до тіла, та деяких нездорових клітин самого тіла, які, через зміни що пройшли у них, більше не визнаються частиною тіла, що приводить до автоімунних реакцій. Таким чином, імунна система залучена в захист організму проти раку. Вважається, що ракові пухлини є результатом єдиних клітин, які піддаються перетворенню або в результаті генетичної мутації, або в результаті активації прихованого (сплячого) вірусу (хоча існують і інші теорії виникнення раку). Саме тимус-залежна імунна підсистема і сприяє придушенню розвитку раку.
Відомо, наприклад, що процедури імуносупресії, які звичайно проводяться під час трансплантації органів, часто приводять до збільшення числа новоутворень. Тимус-залежна підсистема може безпосередньо, проте, дати початок автоімунній хворобі похилого віку, при якій імунна система починає сприймати нормальну тканину тіла як чужорідну і починає виробництво антитіл проти неї. Вважається, що першим кроком цієї хвороби є соматична мутація в одній з клітин імунної системи.
Роль імунної системи в старінні, таким чином, досить важлива, що навіть привело в минулому до створення кількох імунних теорій старіння, які прагнули пояснити всі явища старіння в термінах мутацій в імунній системі.

### Кровоносна система
Зміни у кровоносній системі залежать від виду ссавців, але дуже сильно проявляються у людини. Головними фізіологічними змінами кровоносної системи є атрофія серцевого м'яза, особливо лівого шлуночка, кальціфікація серцевих клапанів, втрата еластичності судин та відкладення інертних матеріалів у судинах (атеросклероз). Наслідками є зниження кровотоку та уповільнення відповіді на тимчасові зміни в потребах крові, що приводить до зниження постачання кисню, зниження активності нирок і печінки та загальне зниження у постачанні поживних речовин до клітин тіла.

### Нервова система
Втрата психологічної і нейрофізіологічної можливостей з віком — поза сумнівом, у значній мірі результат втрати нейронів, але до цього процесу залучені і зміни в метаболічних процесах живих клітин. Здатність ока до адаптації до темряви (тобто, збільшення чутливості при низьких рівнях освітленості) зменшується з віком, але частина цього зменшення може бути відновлена, вдихаючи чистий кисень. Відомо, що розумові здібності старих людей також покращуються за допомогою вдихання кисню. Встановлення нервових зв'язків, асоційоване з пам'яттю, вимагає синтезу білків, таким чином зниження білкового синтезу за рахунок зниження споживання кисню з віком може бути важливим фактором ослаблення пам'яті та здібностей до навчання старих людей.
Зміни нервової системи  в процесі старіння
Старіння, особини, що закономірно виникають в процесі розвитку, вікові зміни, що починаються задовго до старості і що приводять до поступово наростаючого скорочення пристосованих можливостей організму. С. — завершальний етап онтогенезу . Вивченням С. займається геронтологія . Інтенсивність С., тобто темп його розвитку, визначає як тривалість життя тваринних різних видів (яка генетично запрограмована), так і те або інше співвідношення обмінних, структурних і функціональних проявів, що виникають в різних системах організму.
Нерівномірність зрушень при С. полягає в тому, що вікові зміни в органах і тканинах розвиваються і протікають неоднаково в різні вікові періоди (особливо в клімактеричний). Наприклад, вилочкова залоза функціонує активно в дитинстві, діяльність статевих залоз ослабляється у жінок до 50 років, а деякі функції гіпофіза зберігаються навіть в глибокій старості. Наростаючі в ході С. зрушення обмежують пристосовницькі можливості організму, сприяють розвитку багато захворювань, частота яких збільшується в старості. У профілактиці С. людини значне місце відводиться правильному чергуванню праці і відпочинку, повноцінному, розумно організованому живленню.
Після досягнення статевої зрілості, організм ссавців, включаючи людину, проходить через ряд структурних змін, викликаних старінням. Більшість змін, здається, є результатом поступової деградації тканин тіла та генетичної програми, направленої на подолання цієї деградації, хоча були запропоновані й інші механізми виникнення старіння.
Втрата психологічної і нейрофізіологічної можливостей з віком — поза сумнівом, у значній мірі результат втрати нейронів, але до цього процесу залучені і зміни в метаболічних процесах живих клітин. Здатність ока до адаптації до темряви (тобто, збільшення чутливості при низьких рівнях освітленості) зменшується з віком, але частина цього зменшення може бути відновлена, вдихаючи чистий кисень. Відомо, що розумові здібності старих людей також покращуються за допомогою вдихання кисню. Встановлення нервових зв'язків, асоційоване з пам'яттю, вимагає синтезу білків, таким чином зниження білкового синтезу за рахунок зниження споживання кисню з віком може бути важливим фактором ослаблення пам'яті та здібностей до навчання старих людей.

### Ендокринна система
Загальною характеристикою старіння ендокринної системи є зменшення чутливості клітин, які відповідають на дії гормонів. Проти, поки що невідомо, які саме процеси відповідають за це зниження чутливості. В результаті цих змін резерви організму, чутливість до змін навколишнього середовища, стресу та токсичності хімічних речовин знижуються.

### Скелетна система
В старості кістки поступово втрачають кальцій і стають менш щільними. Це може привести до остеопорозу і здатності витримувати вагу, збільшуючи ймовірність переломів. Потоншення хребців також приводить до скорочення висоти тіла. Крім того, хребці затвердівають, що приводить до збільшення жорсткості всього хребта і втрати маневреності.
Суглоби також піддаються змінам. Фактично, артрит, дегенеративне запалювання суглобів, — загальна умова старого віку, що приймає дві найзагальніші форми: остеопороз (стирання хряща суглобу) та ревматичний артрит (хвороба сполучної тканини). Ці умови можуть ослабити рухливість і повсякденну активність організму.